# Harakternik

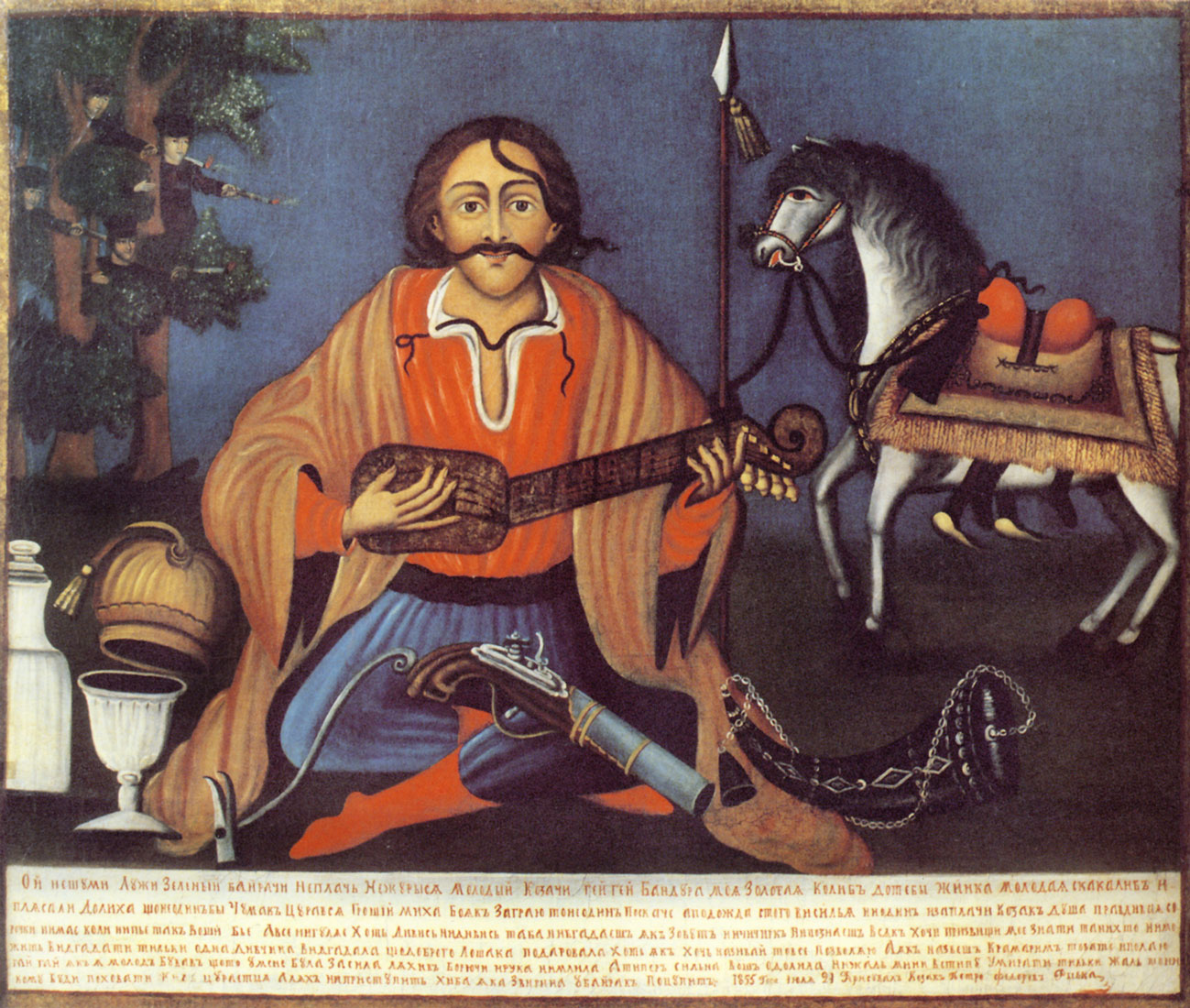
Kosak Mamaj Gemälde

Harakternik ist der Name des Heilers und geistigen Mentors in der Saporoger Sitsch, der nicht nur mit der Führung oder Weissagung beschäftigt war, sondern auch mit der Behandlung von verwundeten Kosaken, ihrer psychologischen und körperlichen Ausbildung beschäftigt war. Über ihn existieren verschiedene Berichte von Augenzeugen, in ukrainischen Volkslegenden und Paraphrasen. Nach der ukrainischen Mythologie verfügen die Harakternik über magische Fähigkeiten, die sie für die Bedürfnisse der Saporoger Kosaken nutzten. Harakternik in der ukrainischen Mythologie haben ein positives Bild, das sich in der verkörperten legendären Persönlichkeit des Kosaken-Mamaj ausdrückt.

## Geschichte

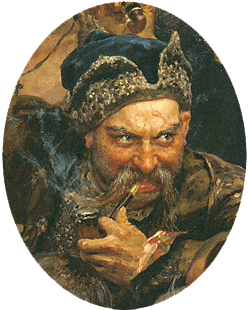
Iwan Sirko; Detail aus Ilja Repins Gemälde Die Saporoger Kosaken schreiben dem türkischen Sultan einen Brief (1891)

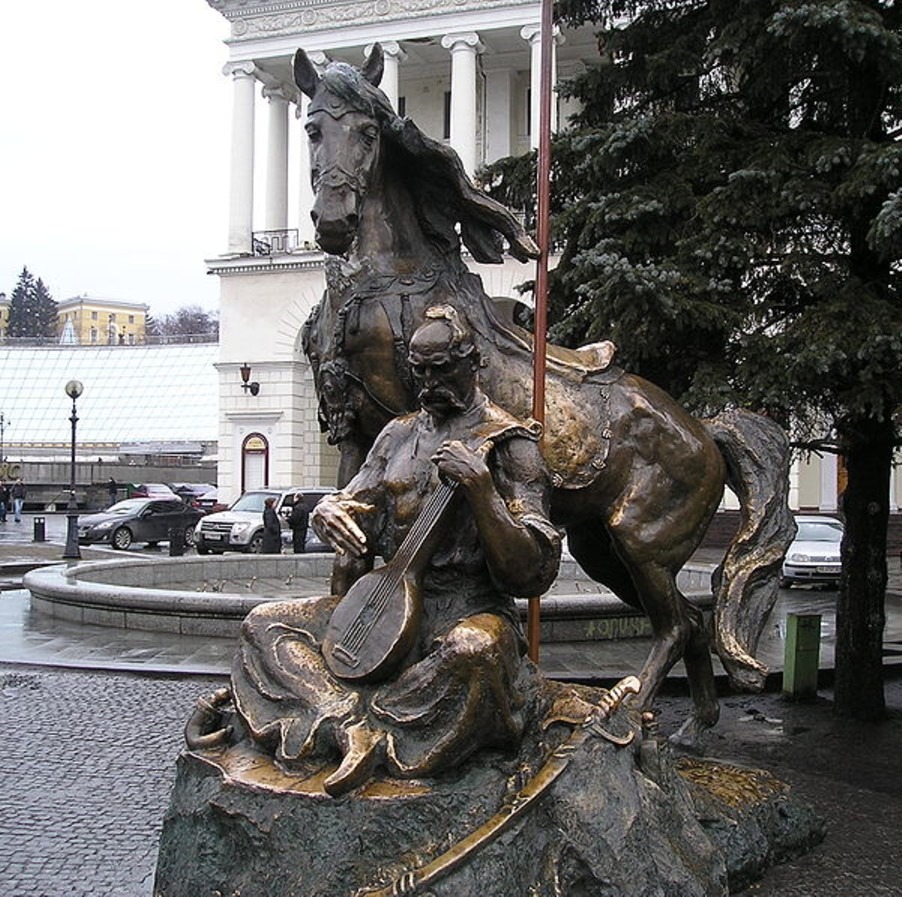
Das Denkmal des Kosak Mamaj in Kiew

Die erste Erwähnung der Existenz der Harakternik unter den Saporoger Kosaken stammt aus dem 15. Jahrhundert. Russische und byzantinische Quellen schrieben über die Harakternik. Der polnische Publizist Bartosz Paprocki hat die Harakternik erwähnt, die die feindlichen Kugeln mit eigenen Händen gefangen und auf ihre Feinde zurückgeworfen haben.
Der bekannteste Harakternik in der ukrainischen Mythologie ist das idealisierte Bild von Kosak Mamaj, der ein kollektives Abbild eines weisen Kosaken war, eines wandernden Geschichtenerzählers. In den ukrainischen Paraphrasen und Legenden waren Hetmans und Atamans typische Harakternik. Der ukrainischen Mythologie zufolge war der berühmteste Harakternik unter den Saporogern der Heerführer Iwan Sirko, der während seines Atamans Zeiten von 1659 bis 1680 in 244 Schlachten beteiligt war und nie besiegt wurde. Die Kosaken glaubten, dass Iwan Sirko im Voraus wusste, mit wem und wo er kämpfen musste. Während der Schlacht habe er sich in einen Wolf oder einen Falken verwandelt und eine feindliche Armee beschworen. Der ukrainische Schriftsteller Adrian Kaschtschenko schrieb über ihn:

„Könnte ein einfacher Mann mit der kleinen Häufchen Kameraden allein und ohne die Hilfe anderer die viel größeren und bewaffneten türkischen oder tatarischen Truppen und mehr als 30.000 Janitscharen, wie die Schafe, zwischen Sitsch-Kurin ausschneiden? Wer, wenn nicht der Harakternik mit einem Häufchen Kameraden in die Krim, in das Nest einer großen Horde stürzen könnte, seine Städte zerstören könnte, die Sklaven retten könnte, die aus allen Ländern dorthin getrieben worden waren, und große Beute mitnahm“

Es existiert die Legende, dass die Saporoger Kosaken Iwan Sirko nach seinem Tod fünf Jahre lang nicht beerdigten, sondern seinen Körper mit sich führten, damit er als Toter die Feinde in Schrecken versetzte und den Kosaken zum Sieg verhalf. Vor der Beerdigung amputierten sie angeblich die rechte Hand des Leichnams und nahmen sie danach immer mit sich mit, damit sie ihnen als Talisman diente.

## Eigenschaften
Es wurde geglaubt, dass die Harakternik mächtige Zauberer waren, die starke Blutungen aufhalten konnte, Kugeln beschwören, Kugeln mit bloßen Händen fangen, auf Wasser und Feuer gehen, stundenlang unter Wasser bleiben, unsichtbar werden, hypnotisieren, gleichzeitig an mehreren Stellen auftreten und furchtbare Entsetzen unter Feinden verursachen. Harakternik könnten die Zukunft sehen, die Toten auferstehen lassen und das Wetter kontrollieren.